# Angustinaripterus
Angustinaripterus – pterozaur z rodziny Rhamphorhynchidae. Szczątki tego  (a właściwie tylko pojedynczą szczękę) odnaleziono w Chinach w prowincji Syczuan niedaleko Zigong.
Zwierzę to prawdopodobnie używało swej szczęki do łapania ryb, latając nisko nad wodą. Budowa zębów sugeruje, że opisywany tu rodzaj jest blisko spokrewniony z rodzajem Dorygnathus. Jednak niektóre inne szczegóły budowy czaszki sytuują go blisko azdarchów.

## Gatunki
- A. longicephalus